# Andrzej Dunin Karwicki (zm. 1713)
Andrzej Dunin Karwicki herbu Łabędź (zm. w 1713) – kasztelan zawichojski w latach 1712–1713, wojski sandomierski w latach 1704–1712, sędzia grodzki sandomierski, pisarz grodzki sandomierski w 1689 roku, regent grodzki sandomierski w 1685 roku.
Poseł na sejm pacyfikacyjny 1699 roku z województwa sandomierskiego.